# Order of the Black
Order of the Black è un album in studio del gruppo musicale heavy metal statunitense Black Label Society, pubblicato nel 2010 dalla Roadrunner Records.

## Tracce
1. Crazy Horse
2. Overlord
3. Parade Of The Dead
4. Darkest Days
5. Black Sunday
6. Southern Dissolution
7. Time Waits For No One
8. Godspeed Hellbound
9. War Of Heaven
10. Shallow Grave
11. Chupacabra
12. Riders Of The Damned
13. January

## Formazione
- Zakk Wylde – voce, chitarra, pianoforte
- John DeServio – basso, cori
- Will Hunt – batteria

### Produzione
- Adam Klumpp – ingegnere del suono, missaggio
- George Marino – mastering